# 第24装甲旅団 (ドイツ連邦陸軍)
第24装甲旅団「ニーダーバイエルン」（だい24そうこうりょだん、ドイツ語：Panzerbrigade 24, "Niederbayern"）は、ドイツ連邦陸軍の旅団の一つ。第1山岳師団隷下にあって、旅団司令部をランツフートに置き、旅団隷下部隊は主にバイエルン州に駐屯していた。本旅団は数回にわたり名称および編成が変更されている。

## 歴史

### 第2次編制
1959年、ミッテンヴァルトにて旅団司令部が編成される。その後、ムーラウ・アム・シュタッフェルゼーに移駐し第1山岳師団隷下となる。1960年時点の旅団隷下部隊は以下のとおりであった。
- 第242装甲擲弾兵大隊　在フュッセン
- 第243戦車大隊
- 第244戦車大隊
- 第245装甲砲兵大隊　在フュッセン
- 第246補給大隊（1959年ミッテンヴァルトにて編成、1960年ムーラウに移駐、1966年フェルトキルヒェンに移駐）
- 第240装甲工兵中隊（1959年デルンドルフにて編成、1965年第8山岳工兵大隊第2中隊に改編されシュトラウビング＝ミッターハルトハウゼンに移駐）
- 第240装甲偵察中隊
- 第240防空中隊

1966年、旅団司令部をランツフートに移駐し第24装甲擲弾兵旅団に改編される。これにより隷下部隊はニーダーバイエルン（フライウングとフェルトキルヒェン）に移駐する。1966年に第243戦車大隊は第224山岳戦車大隊に改編され第22山岳猟兵旅団隷下に配転される。また、同じ1966年に第11装甲擲弾兵旅団隷下の第111装甲擲弾兵大隊が旅団に編入される。

### 第3次編制
1970年に第3陸軍士官学校第283装甲擲弾兵教育大隊は第243装甲擲弾兵教育大隊に改編され第24旅団隷下となる。代替として師団直轄の第8山岳猟兵大隊は第243装甲擲弾兵教育大隊に改編される。1972年に第240補給大隊は解隊され、代わりに第240補給中隊と第240整備中隊が編成される。

### 第4次編制
1981年に第240駆逐戦車中隊はランツフートからフェルトキルヒェンに移駐する。陸軍第3次編制に基づき1981年に旅団は第24装甲旅団に改編される。1981年、第243装甲擲弾兵教育大隊は第223装甲擲弾兵大隊に改編され第22装甲擲弾兵旅団に配転される。第234山岳駆逐戦車大隊の一部が分配され、同時に第8大隊第14教育中隊は第23山岳猟兵旅団直轄の装甲偵察小隊に改編され、代替としてキルヒハムに第243戦車大隊が駐屯する。1981年に第247野戦予備大隊は第85山岳野戦予備大隊に改編される。1981年時点の旅団隷下部隊は以下のとおり。
- 旅団司令部中隊　在ランツフート
- 第241戦車大隊　在ランツフートとフェルトキルヒェン
- 第242装甲擲弾兵大隊　在フェルトキルヒェン
- 第243戦車大隊　在キルヒハム
- 第244戦車大隊　在ランツフート
- 第245装甲砲兵大隊　在ランツフート
- 第240装甲工兵中隊　在フェルトキルヒェン
- 第240駆逐戦車中隊　在フェルトキルヒェン
- 第240補給中隊　在フェルトキルヒェン
- 第240整備中隊　在フェルトキルヒェン
- 第85野戦予備大隊　在ランツフート
- 旅団装甲偵察小隊　在フライウング（1982年から第8山岳戦車教育大隊隷下となる）

1988年には第203装甲擲弾兵教育操縦シミュレーター中隊が隷属する。1988年に旅団は愛称「ニーダーバイエルン」が与えられる。

### 第5次編制
陸軍第5次編制で第241戦車大隊、第244戦車大隊、第85野戦予備大隊および第240装甲工兵中隊が解隊される。そして、第242装甲擲弾兵大隊および第243戦車大隊は非現役部隊に再編成される。1992年に第240補給中隊および第240整備中隊は旅団編制から外れる。第24装甲旅団は準現役部隊に分類され大規模機械化部隊となる。旅団の主力大隊はキルヒハムの第8山岳戦車大隊とレーゲンの第112装甲擲弾兵大隊であった。1993年にいオーバーハウゼン (ノイブルク/ドナウ)の第562装甲擲弾兵大隊が解隊部隊に指定される。第8山岳戦車および第112装甲擲弾兵大隊は第12装甲旅団に配転される。1993年に第242装甲擲弾兵大隊および第243戦車大隊が解隊する。1993年に第203装甲擲弾兵教育操縦シミュレーター中隊は第8整備連隊隷下として配転される。最後まで残された旅団司令部中隊、第240戦車駆逐中隊および第245装甲砲兵大隊は1994年9月30日に解隊された。

## 歴代旅団長
| 代 | 氏名                                                            | 着任          | 離任           |
| -- | --------------------------------------------------------------- | ------------- | -------------- |
| 1  | ヘルベルト・ライベル陸軍大佐 Herbert Reidel                     | 1960年1月1日  | 1962年3月31日  |
| 2  | ペーター・カルピンスキ陸軍准将 Peter Karpinski                  | 1962年4月1日  | 1966年3月31日  |
| 3  | ヴォルフガンク・シャール陸軍大佐 Wolfgang Schall                | 1966年4月1日  | 1968年5月31日  |
| 4  | ハンス＝ヨアヒム・ローザー陸軍准将 Hans-Joachim Löser           | 1968年6月1日  | 1971年9月30日  |
| 5  | エーベルハルト・ハッケンゼーネル陸軍准将 Eberhard Hackensellner | 1971年10月1日 | 1977年9月30日  |
| 6  | フランツ＝ヨーゼフ・ヴィーズナー陸軍准将 Franz-Josef Wiesner    | 1977年10月1日 | 1980年12月31日 |
| 7  | ユルゲン・シュリューター陸軍准将 Jürgen Schlüter                | 1981年1月1日  | 1982年9月30日  |
| 8  | ゲオルク・ベルンハルト陸軍大佐 Georg Bernhardt                  | 1982年10月1日 | 1985年3月31日  |
| 9  | ハンス＝ユルゲン・ヴィルヘルミ陸軍准将 Hans-Jürgen Wilhelmi     | 1985年4月1日  | 1991年9月30日  |
| 10 | ホルスト・フェルスター陸軍大佐 Horst Förster                    | 1991年10月1日 | 1994年9月30日  |